# Jente Michels
Jente Michels (* 17. Februar 2003 in Gent) ist ein belgischer Cyclocrossfahrer.

## Sportlicher Werdegang
Michels wurde Anfang 2019 belgischer Jugendmeister und wurde darauf in die Nachwuchsmannschaft von Pauwels Sauzen-Bingoal aufgenommen. In seiner ersten Saison als Junior, 2019/2020, war er Vize-Europameister; in seiner zweiten konnte er wegen der Corona-Pandemie kaum Rennen fahren.
In der U23 benötigte Michels etwas Zeit, um sich durchzusetzen; einen Durchbruch hatte er in den letzten beiden Jahren mit dem U23-Titel bei den Europameisterschaften 2023 und 2024. Bei gelegentlichen Rennen in der Elite konnte er 2024 mit dem achten Platz im Weltcuprennen von Namur sowie dem dritten Platz im Rapencross, einem Rennen der X²O Trofee, Achtungserfolge erzielen.
Seit 2022 fährt Michels für das Entwicklungsteam von Alpecin-Deceuninck, auch auf Straße und Mountainbike, wobei sein Fokus im Sommer auf letzterem liegt.

## Erfolge
2019/2020
 Europameisterschaften (Junioren)
2023/2024
 Weltmeisterschaften (U23)
 Europameister (U23)
2024/2025
 Weltmeisterschaften (U23)
 Europameister (U23)
Weltcup (U23) – Dublin